# Wacław Szybalski
Wacław Szybalski (Leópolis, Segunda República Polaca, 9 de septiembre de 1921 - Madison, Wisconsin, Estados Unidos, 16 de diciembre de 2020) fue un biotecnólogo, médico y profesor polaco-estadounidense de oncología en el Laboratorio McArdle para la Investigación del Cáncer de la Facultad de Medicina de la Universidad de Wisconsin-Madison.

## Biografía
Wacław Szybalski nació en septiembre de 1921 en Leópolis, Segunda República Polaca (actual Ucrania), en una familia intelectual polaca. Su padre Stefan era un ingeniero, y su madre, Michalina de soltera Rakowska, era una doctora de Química. La familia Szybalski mantuvo una estrecha amistad con numerosos representantes destacados de la intelectualidad polaca en Lwów, incluido el profesor Jan Czekanowski, padre de la antropología polaca, y el destacado bacteriólogo, profesor Rudolf Weigl.
En 1939, Szybalski se graduó en el famoso Gymnasium no.8 en Leópolis. Después del estallido de la Segunda Guerra Mundial, a partir del 23 de septiembre de 1939, Leópolis fue ocupada por la Unión Soviética. Szybalski se incorporó al Departamento de Química del Politécnico de Leópolis, donde quedó fascinado con las conferencias del profesor Adolf Joszt, un destacado experto en procesos de fermentación. Joszt incluso entonces tenía la visión de desarrollar la ciencia en la dirección de la ingeniería genética y la biotecnología, lo que tuvo una influencia directa en el futuro desarrollo científico de Szybalski. Después del ataque alemán a la Unión Soviética, en 1941 Leópolis fue ocupada por los nazis. Szybalski sobrevivió a la ocupación trabajando como alimentador de piojos en el instituto Rudolf Weigl para la investigación del tifus.
Szybalski posteriormente emigró a los Estados Unidos y se convirtió en profesor de oncología en el Laboratorio McArdle para la Investigación del Cáncer de la Facultad de Medicina de la Universidad de Wisconsin-Madison.
Falleció en diciembre de 2020 en Madison, Wisconsin a la edad de noventa y nueve años.

## Reconocimientos
- Miembro del Colegio de Científicos Eminentes de Origen y Ascendencia Polacos de la Fundación Kosciuszko (2014)[3]